# Knoppův kříž
Knoppův kříž, nebo také Jetelový kříž, je pískovcový kříž umístěný v polích u Jistebníku v okrese Nový Jičín. Geograficky se nachází také v nížině Oderská brána a Moravskoslezském kraji.

## Historie a popis kříže
Pískovcový latinský kříž s ukřižovaným Ježíšem Kristem nechal postavit v roce 1848 Franz Knopp. Kříž byl zřejmě poškozen bleskem a byl restaurován v roce 2020. Je umístěn na osazeném soklu s profilovanými a kordonovými a kurunními římsami a reliéfy Panny Marie Bolestné, sv. Jana Nepomuckého a sv. Františka z Assisi, eucharistickým kalichem a dvěma vinnými hrozny. Na zádí soklu je německý dedikační nápis:
| „ | Zur Ehre Gottes Aufgestellt von Franz Knopp Jahr Anno 1848 | K Boží poctě Postavil Franz Knopp Rok 1848 | “ |

## Další informace
Kříž je celoročně přístupný a vede k němu polní cesta alejí ke kříži z Jistebníka do Fonovic (části města Klimkovice). U kříže jsou vysazeny pamětní lípy, které byly vysazeny díky finanční podpoře bývalého německého občana Jistebníku, kterým byl Friedrich Höpp.

## Galerie

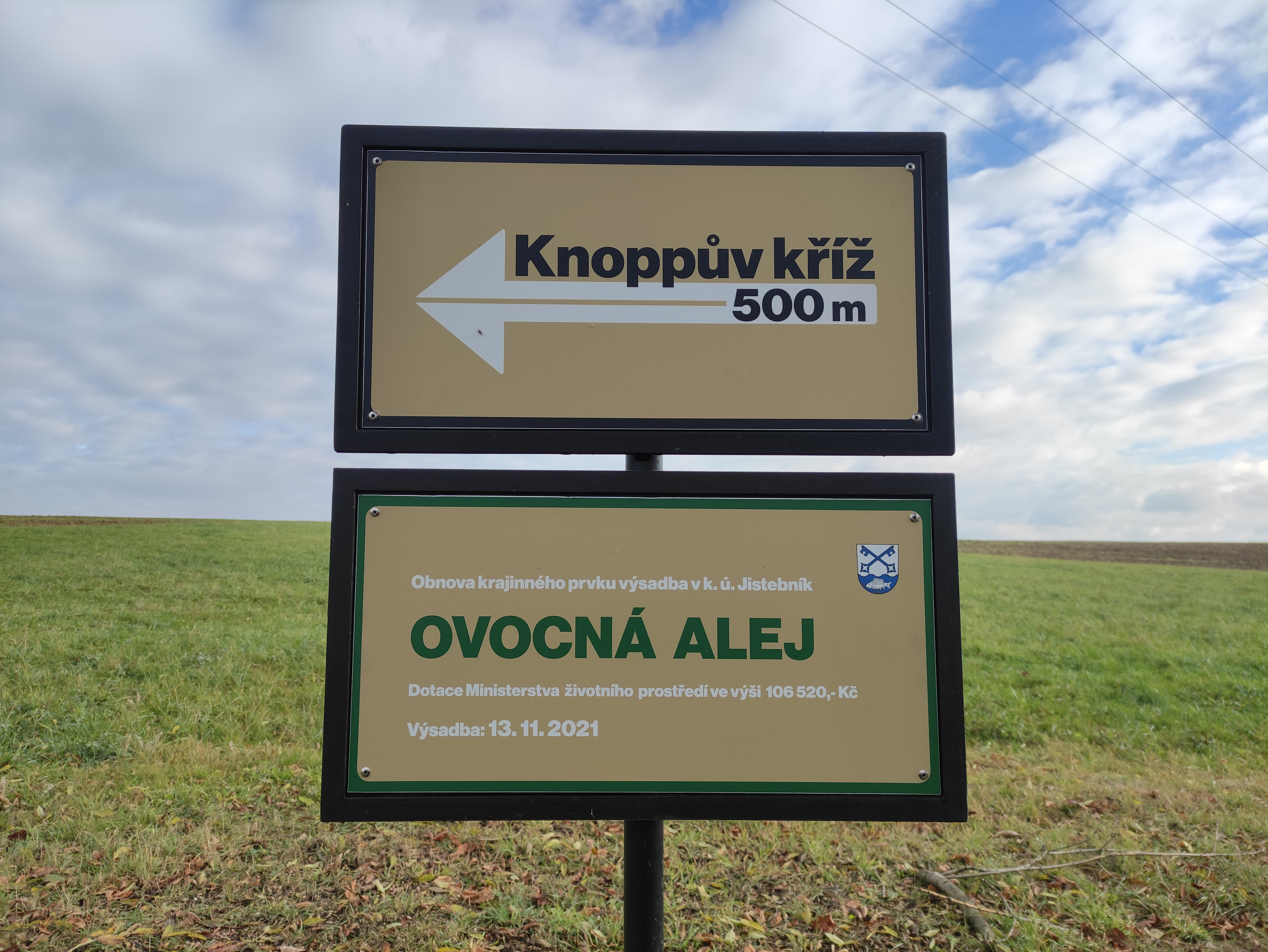
Ukazatele směru
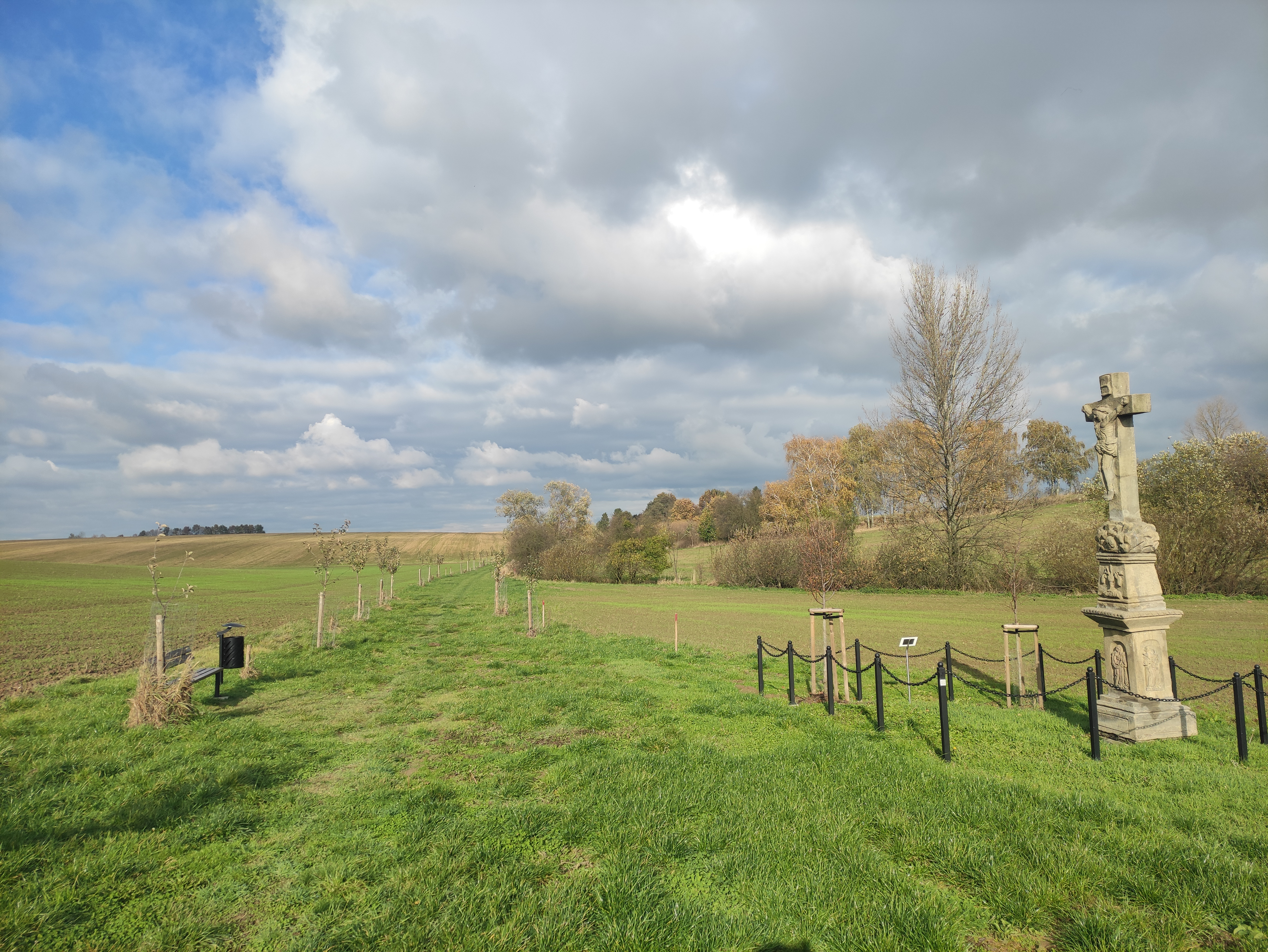
Cesta ke kříži v Aleji ke kříži
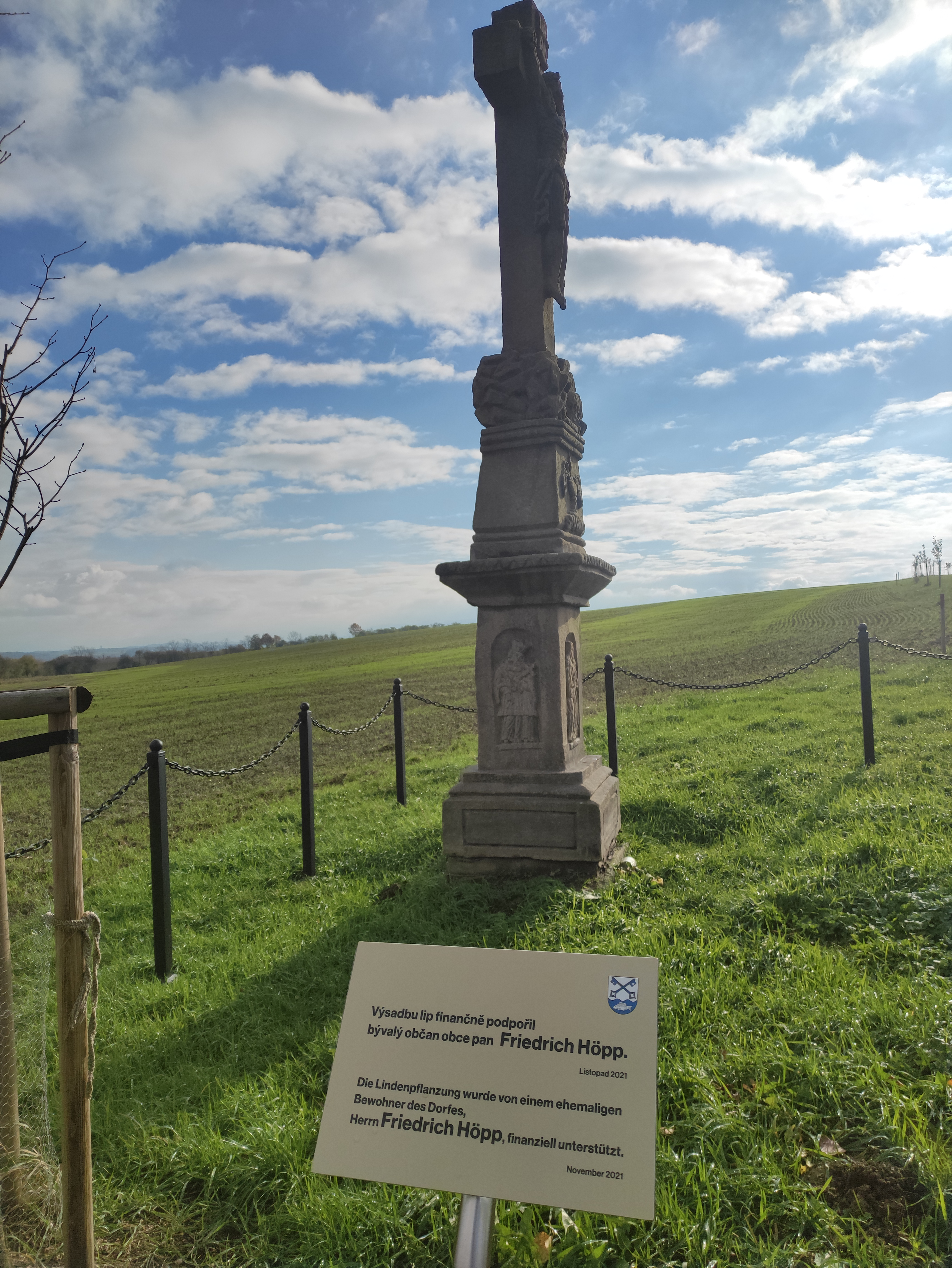
Informační panel u kříže
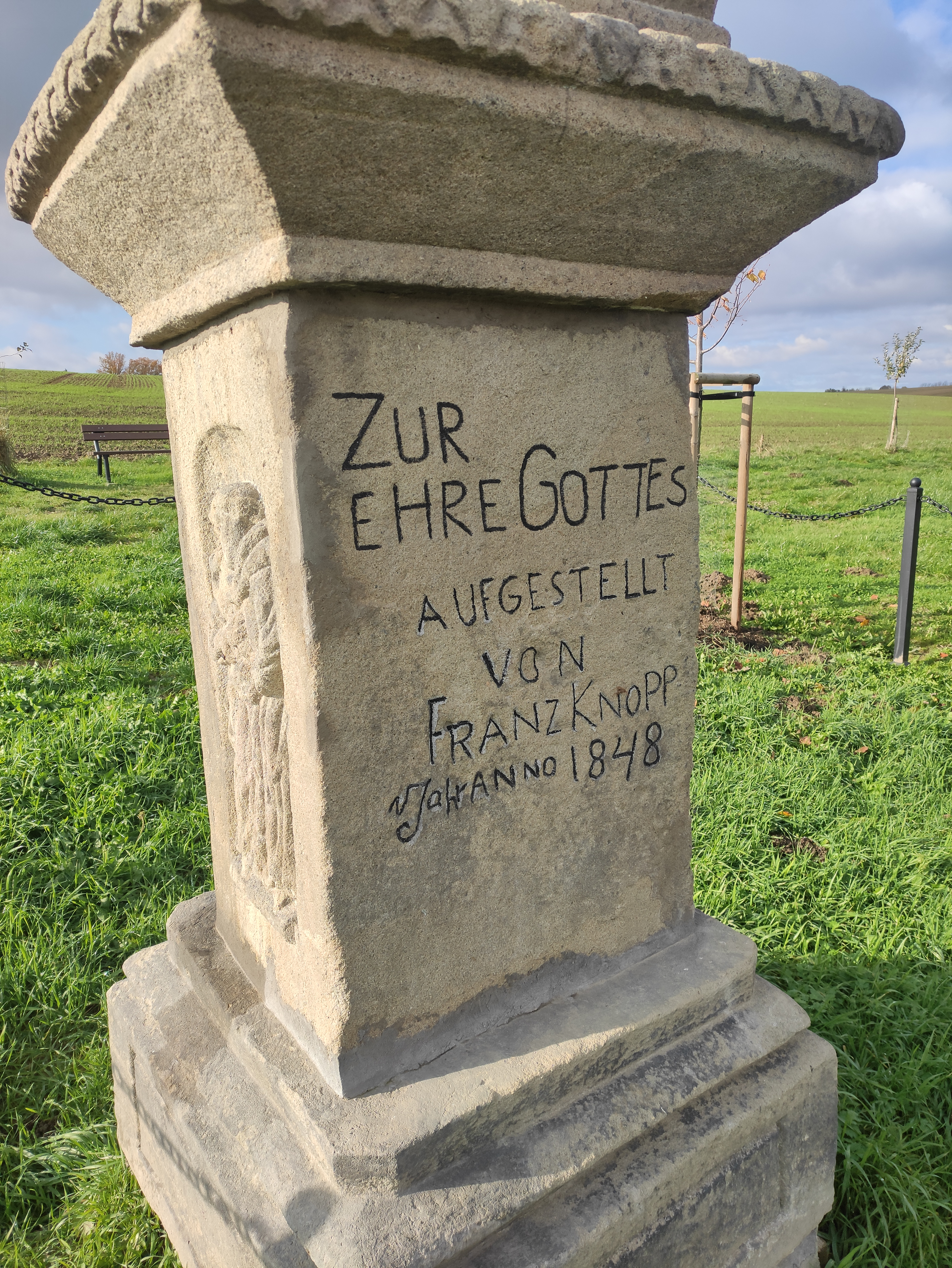
Nápis na podstavci kříže